# Museo Poldi Pezzoli
Il Museo Poldi Pezzoli è una casa museo situata nella centrale via Manzoni a Milano; fu creato dal conte Gian Giacomo Poldi Pezzoli (1822-1879) che, mediante disposizione testamentaria del 1871, aveva provveduto a costituire una Fondazione artistica Poldi-Pezzoli che raccogliesse in perpetuo le opere d’arte da lui stesso collezionate e che si trovassero nell'abitazione all'epoca della sua morte. La fondazione autonoma venne poi eretta in Ente morale con Regio Decreto nel 1887. Il museo, a pochi passi dal Teatro alla Scala, è ospitato all'interno di Palazzo Moriggia Della Porta, poi Poldi-Pezzoli, acquistato nel 1800 dai precedenti proprietari marchesi Moriggia.
Il museo fa parte del circuito delle "Case Museo di Milano" ed espone opere di numerosi artisti, fra i quali Perugino, Piero della Francesca, Sandro Botticelli, Antonio Pollaiolo, Giovanni Bellini, Michelangelo Buonarroti, Pinturicchio, Filippo Lippi, Andrea Mantegna, Jacopo Palma il Vecchio, Francesco Hayez, Giovanni Battista Tiepolo, Alessandro Magnasco, Jusepe de Ribera, Canaletto, Lucas Cranach il Vecchio e Luca Giordano.

## Storia del museo

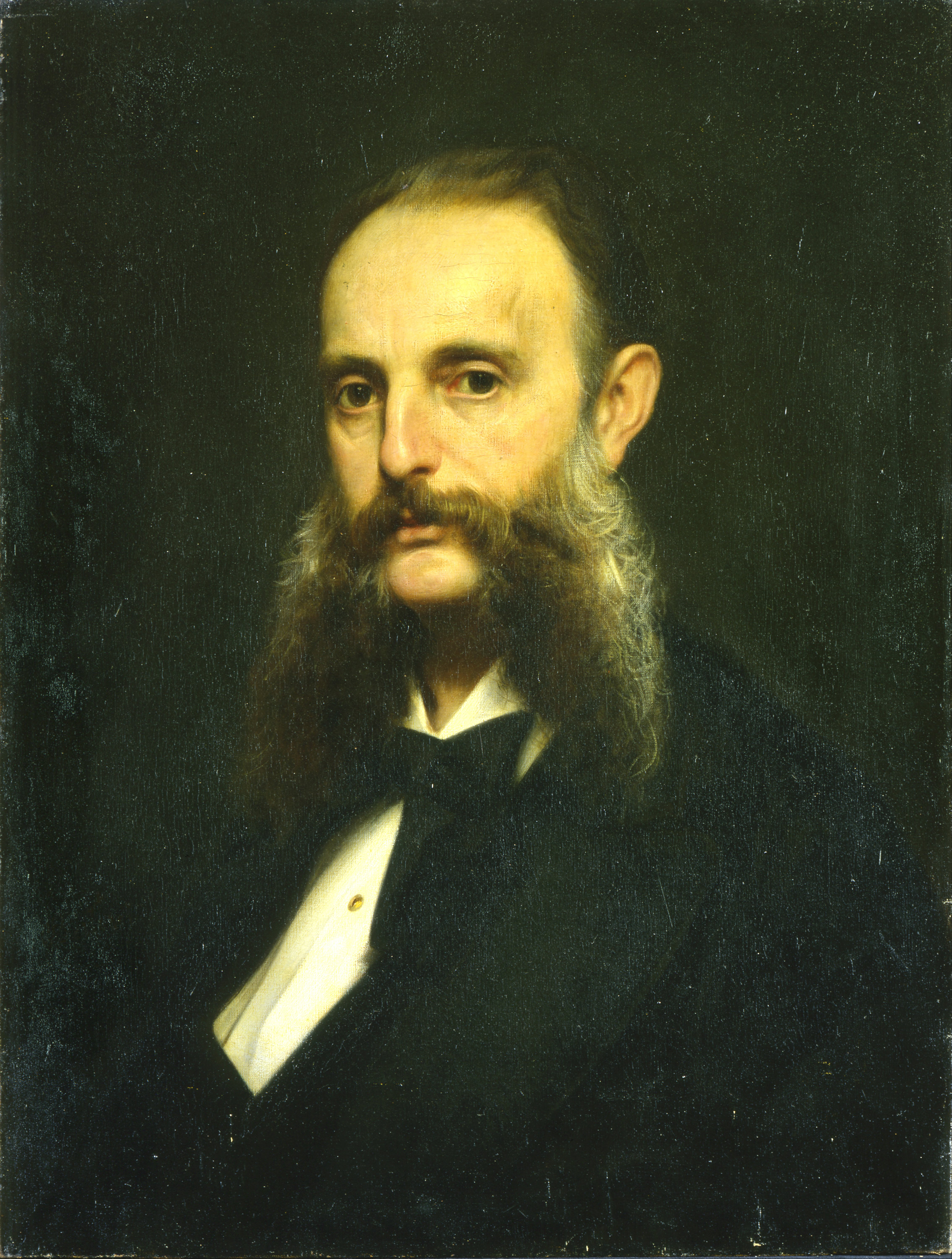
Ritratto di Gian Giacomo Poldi-Pezzoli (Giuseppe Bertini, 1880)

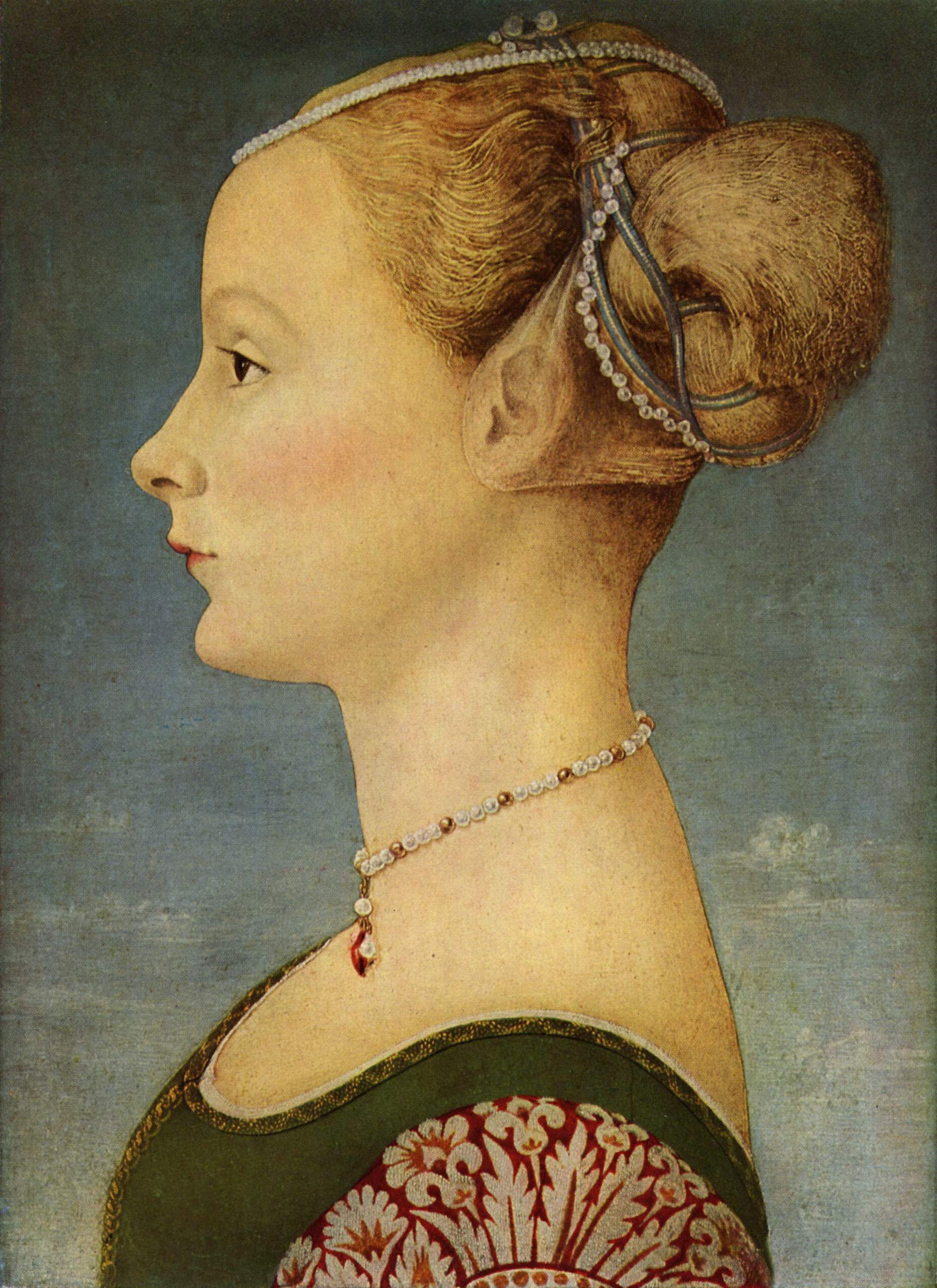
Ritratto femminile del Pollaiolo, simbolo del museo

La madre del conte Gian Giacomo Poldi Pezzoli, Rosa Trivulzio, figlia del principe Gian Giacomo Trivulzio, era di nobile famiglia di letterati protagonisti dei salotti del Neoclassicismo milanese, frequentati anche da poeti e letterati fra i quali Vincenzo Monti e Giuseppe Parini. Alla morte del marito Giuseppe Poldi-Pezzoli (1833) Donna Rosa si occupò dell'educazione del figlio Gian Giacomo, nato nel 1822, e all'ampliamento della già cospicua collezione di famiglia.

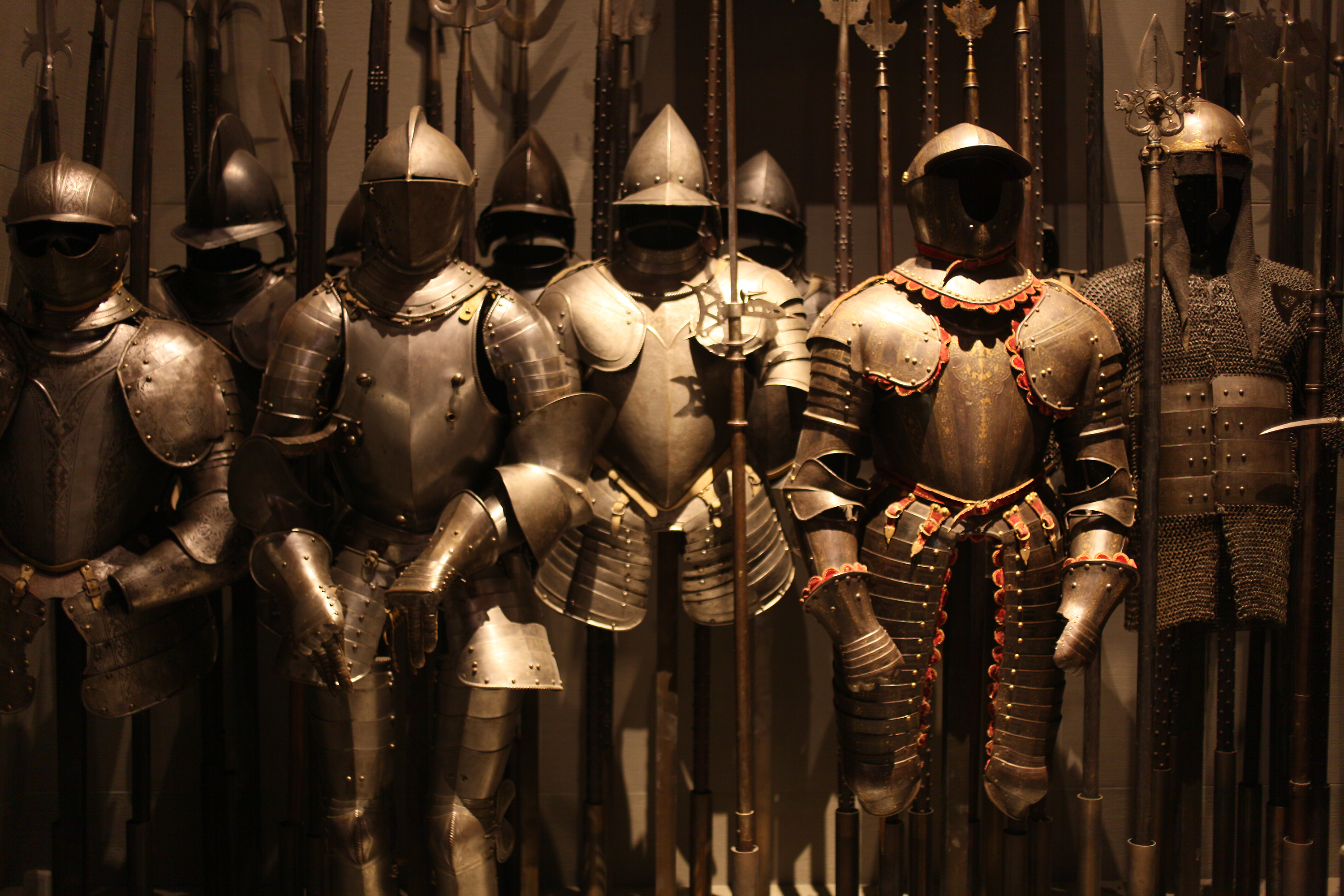
Particolare della Sala d'Armi

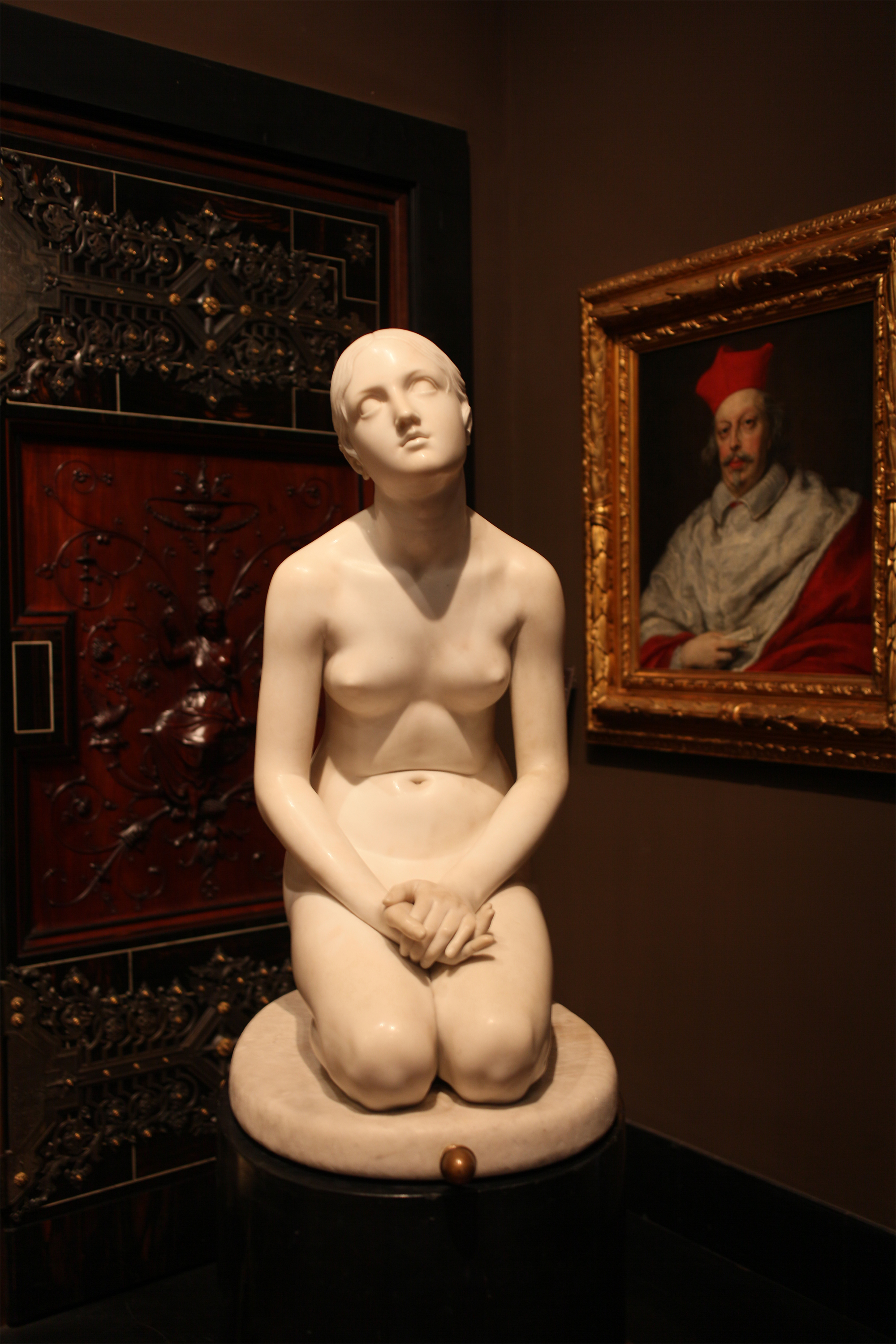
Lorenzo Bartolini, La fiducia in Dio (1833)

Ereditati palazzo e patrimonio alla maggiore età (raggiunta, secondo la legge austriaca dell'epoca, a 24 anni, nel 1846), il conte Gian Giacomo ampliò ulteriormente la collezione di famiglia acquistando armi e armature, in quel periodo molto richieste come oggetti da collezione.
Durante il 1848 sostenne i moti rivoluzionari con grande passione e al ritorno degli austriaci fu multato ed esiliato. Per oltre un anno viaggiò in Europa incontrando altri collezionisti e visitando numerose mostre, tra cui le prime esposizioni internazionali.
Già nel 1846 Gian Giacomo aveva iniziato i lavori necessari a ricavare un appartamento proprio, distinto da quello della madre, che impronterà alla moda del momento basata sull'eclettismo degli stili: Barocco, primo Rinascimento, stile trecentesco trovano spazio proprio nelle diverse stanze dell'appartamento, che venne apprezzato e visitato tanto dal pubblico quanto dagli artisti dell'epoca.
Le sale vennero concepite come contenitori di una serie di opere d'arte antica e ideate per accogliere quadri e arredi, più come una moderna galleria d'arte, che una vera e propria casa improntata alla dimensione privata e personale.
Fu una sala del primo piano ad essere per prima adattata per ospitare l'armeria, sotto la direzione dell'architetto Giuseppe Balzaretto e dello scenografo Filippo Peroni. Fu completata nel 1850 in stile neogotico, e fu seguita dalla stanza da letto, il cui allestimento fu ispirato invece al manierismo lombardo. Le opere di decorazione e allestimento delle altre sale (a partire dallo Studiolo Dantesco, 1853-56) furono affidate a Giuseppe Bertini, pittore e docente all'Accademia di Brera, a Giuseppe Speluzzi, ebanista e bronzista, e al pittore Luigi Scrosati. I lavori interessarono poi la Sala Gialla, la Sala Nera e lo scalone monumentale (completato nel 1857 e arricchito in seguito da una fontana in stile barocco).

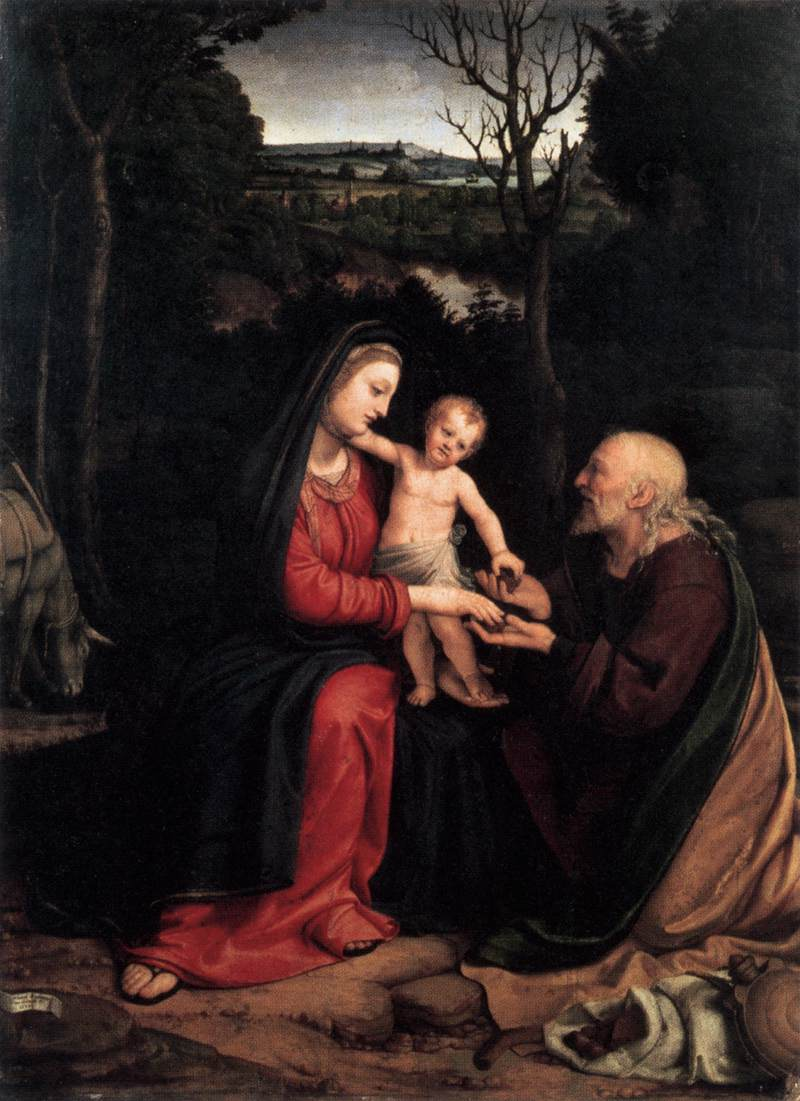
Andrea Solario, Il riposo nella Fuga in Egitto

Sempre sensibile ai contributi di artisti e pensatori provenienti da tutta Europa, che spesso ospitava, Poldi-Pezzoli spaziava negli interessi dall'armeria alla pittura , dai tessuti e arazzi, dai vetri alle ceramiche, dalle oreficerie alle arti applicate. La collezione è divenuta dagli anni settanta un punto di riferimento sia in Italia che all'estero.
Gian Giacomo Poldi Pezzoli morì nel 1879 all'età di 57 anni: l'amministrazione e la direzione furono affidate dal conte all'amico professor Bertini, allora direttore della Pinacoteca di Brera, che accrebbe la raccolta con diversi acquisti soprattutto di dipinti e tessuti. L'inaugurazione del nuovo museo avvenne il 25 aprile 1881 in concomitanza con l'apertura dell'Esposizione Nazionale (6 maggio). Alla morte del Bertini avvenuta nel 1898, per disposizione testamentaria la direzione del Museo venne affidata al presidente dell'Accademia di Belle Arti di Brera, carica allora ricoperta dall'architetto Camillo Boito (1836-1914).
Nel corso della seconda guerra mondiale, durante il bombardamento di Milano dell'agosto 1943, il palazzo che ospita il museo fu gravemente danneggiato e molti degli arredi originali delle stanze andarono distrutti. Fortunatamente le opere d'arte erano state messe al sicuro in precedenza. Dopo la ricostruzione il museo riaprì nel 1951.

L'armeria del Poldi Pezzoli è stata riallestita nel 2000 secondo un progetto dello scultore Arnaldo Pomodoro.

## Opere maggiori
Giovanni Bellini
- Pietà (1455-1460 circa)

Bergognone
- Madonne con Bambino
- Santa Caterina d'Alessandria

Giovanni Antonio Boltraffio
- Madonna con Bambino

Sandro Botticelli
- Madonna del Libro (1480-1481)
- Compianto sul Cristo morto (1495)

Canaletto
- Capriccio con rovine
- Il Pra della Valle in Padova

Cima da Conegliano
- Le nozze di Bacco e Arianna
- Teseo uccide il Minotauro
- Volto di Santa

Carlo Crivelli
- Sangue di Cristo raccolto da san Francesco, 1480 circa

Vincenzo Foppa
- Ritratto di Francesco Brivio

Alessandro Magnasco
- San Carlo Borromeo riceve gli Oblati, 1731
- Paesaggio con viandanti
- Paesaggio con contadini, viandanti e lavandaia
- Paesaggio con anacoreti, 1725
- Le Tentazioni di Sant’Antonio abate

Fra Galgario
- Ritratto di cavaliere dell'Ordine Costantiniano
- Ritratto di gentiluomo
- Ritratto di Giovanni Francesco Albani

Francesco Guardi
- Gondole sulla laguna

Giovanni Battista Moroni
- Il cavaliere in nero

Jacopo Palma il Vecchio
- Ritratto di donna

Francesco Hayez
- Autoritratto in un gruppo di amici

Fra Filippo Lippi
- Pietà (1437-1439)

Lorenzo Lotto
- Madonna e santi
- Santa Caterina d'Alessandria

Bernardino Luini
- Cristo portacroce
- Sposalizio mistico di Santa Caterina d'Alessandria

Andrea Mantegna
- Madonna con Bambino (1490-1500)
- Profilo d'uomo (1448-1450 circa)

Piero della Francesca
- San Nicola da Tolentino (1454-1469)

Antonio del Pollaiolo
- Ritratto di giovane dama, 1472 circa

Raffaello
- Crocifisso

Andrea Solario
- Madonna con Bambino
- Ecce Homo
- Riposo in Egitto
- San Giovanni Battista

Cosmè Tura
- Tersicore, 1460 circa (con Angelo Maccagnino)

### Scultura
Tra le sculture degna di nota è La fiducia in Dio, capolavoro di Lorenzo Bartolini, e l'opera d'intaglio lo Sposalizio della Vergine di Giovanni Angelo Del Maino.